# Pál Maléter
Pál Maléter (4. září 1917 Prešov – 16. června 1958 Budapešť) byl maďarský politik a voják, ministr obrany Maďarska v roce 1956 a vojenský vůdce maďarského povstání, které na podzim toho roku vypuklo. Byl popraven sovětskými okupanty.

## Život
Narodil se v luteránské maďarské rodině v Prešově. Studoval lékařství na Univerzitě Karlově v Praze, ale po dvou letech studium opustil. Odešel nejprve do Košic a později do Budapešti, kde nastoupil na vojenskou akademii. Bojoval na východní frontě druhé světové války na straně německé koalice, dokud nebyl zajat Rudou armádou. V zajetí se stal komunistou a zapojil se i do partyzánského boje proti Němcům v Sedmihradsku. V roce 1956 byl plukovníkem a velitelem obrněné divize sídlící v Budapešti. Byl mu dán rozkaz potlačit maďarské povstání, ale při kontaktu s povstalci se rozhodl se k nim přidat a pomáhat bránit Kilianská kasárna. Byl nejvýznamnějším členem maďarské armády, který přeběhl na stranu povstalců. Jako hlavní vojenská osobnost na straně povstalců přišel do kontaktu s novou vládou a dočkal se rychlého povýšení na generála. 29. října byl jmenován ministrem obrany. Dne 3. listopadu odjel do Tökölu poblíž Budapešti, aby vyjednával se sovětskými vojenskými silami, které tam sídlily. Během jednání následujícího dne, bez respektu k mezinárodnímu právu, ho sovětští důstojníci zatkli a uvěznili. Byl popraven spolu s premiérem Imrem Nagym ve věznici v Budapešti dne 16. června 1958. Jeho první manželka a tři děti odešly po povstání do Spojených států amerických, zatímco jeho druhá manželka zůstala v Maďarsku. V červnu 1989, ještě před plným pádem komunismu v Maďarsku a Evropě, byli v den výročí jejich smrti v Budapešti s plnými poctami pohřbeni jak Imre Nagy, tak Pál Maléter, plus tři další muži, kteří byli onoho dne zabiti. Krom toho šla do země i šestá, prázdná rakev symbolizující všechny, kteří během ruské okupace zemřeli.
Byl znám svou neobvyklou výškou, podle historika Victora Sebestyena byl vysoký více než dva metry.